# Guerneville
Guerneville é uma Região censo-designada localizada no estado americano da Califórnia, no Condado de Sonoma.

Esta cidade calma localiza-se a 90 minutos a norte de San Francisco. Com um charme rústico, tem um cenário bonito de comida e vinho graças à sua localidade no condado de Sonoma. Desde dos anos 1970s a cidade tornou-se um resort acolhedor da comunidade LGBT.

## Demografia
Segundo o censo americano de 2000, a sua população era de 2441 habitantes.

## Geografia
De acordo com o United States Census Bureau tem uma área de 8,9 km², dos quais 8,5 km² cobertos por terra e 0,4 km² cobertos por água. Guerneville localiza-se a aproximadamente 27 m acima do nível do mar.

## Localidades na vizinhança
O diagrama seguinte representa as localidades num raio de 24 km ao redor de Guerneville.